# Marian Drăgulescu
Marian Drăgulescu (* 18. Dezember 1980 in Bukarest) ist ein rumänischer Kunstturner und Mitglied der rumänischen Nationalmannschaft. Bei den Europameisterschaften 2004 gewann er vier Goldmedaillen. Bei den Olympischen Sommerspielen 2004 in Athen konnte er eine Silber- und zwei Bronzemedaillen gewinnen.
Der Handstützüberschlag mit anschließendem Doppelsalto vorwärts gehockt mit halber Längsachsendrehung beim Pferdsprung wurde nach ihm benannt, da er der erste Turner war, der dieses Element auf einem internationalen Wettkampf zeigte.
Ein weiterer Erfolg war der Gewinn zweier Goldmedaillen bei den Turn-Weltmeisterschaften 2006 in Aarhus, die er am Boden und Sprung holte. Kurz vor den Weltmeisterschaften in Stuttgart (2007) verletzte er sich und wurde im rumänischen Team durch Cosmin Malița ersetzt.
Bei den Olympischen Spielen 2008 in Peking, konnte er in den Qualifikationswettkämpfen mit starken Leistungen überzeugen, wurde aber in den Endwettkämpfen Opfer seiner Nervenschwäche und gab daraufhin seinen vorläufigen Rücktritt vom Leistungssport bekannt.
Vor den Turn-Weltmeisterschaften 2009 in London, überraschte er die Presse mit der Ankündigung eines Comebacks, das mit dem Gewinn von zwei Goldmedaillen an Sprung und Boden erfolgreich für ihn ausfiel. Sowohl Drăgulescu als auch der rumänische Turnverband versäumten im Zuge dieses Comebacks, Drăgulescu beim Anti-Doping-Programm der FIG zurückzumelden und entzog sich somit möglichen Dopingkontrollen. Die FIG verwarnte Drăgulescu daraufhin im August 2010 und drohte ihm im Wiederholungsfall mit einer zweijährigen Sperre.

## Auszeichnungen
- Treudienst-Orden im Offiziersrang 2017[2]
- Ehrenbürger von Bukarest 2017